# La ragazza con la valigia
La ragazza con la valigia (conocida en español como La chica con la maleta en España y La muchacha de la valija en México y Argentina) es una película de drama romántico italiana de 1961 de Valerio Zurlini protagonizada por Claudia Cardinale como una joven enérgica pero ingenua que vive de la fluctuante buena voluntad de los demás. Fue inscrita en el Festival Internacional de Cine de Cannes de 1961. En 2008, la película fue incluida en la lista de las 100 películas italianas que deben salvarse del Ministerio de Patrimonio Cultural de Italia, una lista de 100 películas que «han cambiado la memoria colectiva del país entre 1942 y 1978».

## Argumento
Aida deja a su novio Piero, un músico, por Marcello, un joven noble rico que promete grandes cosas y luego la deja en un garaje con su maleta. Cuando ella lo sigue hasta la mansión familiar, él envía a su hermano Lorenzo, de dieciséis años, para deshacerse de ella. Compadeciéndose de la chica, la lleva con su maleta a una pensión donde pasará la noche.

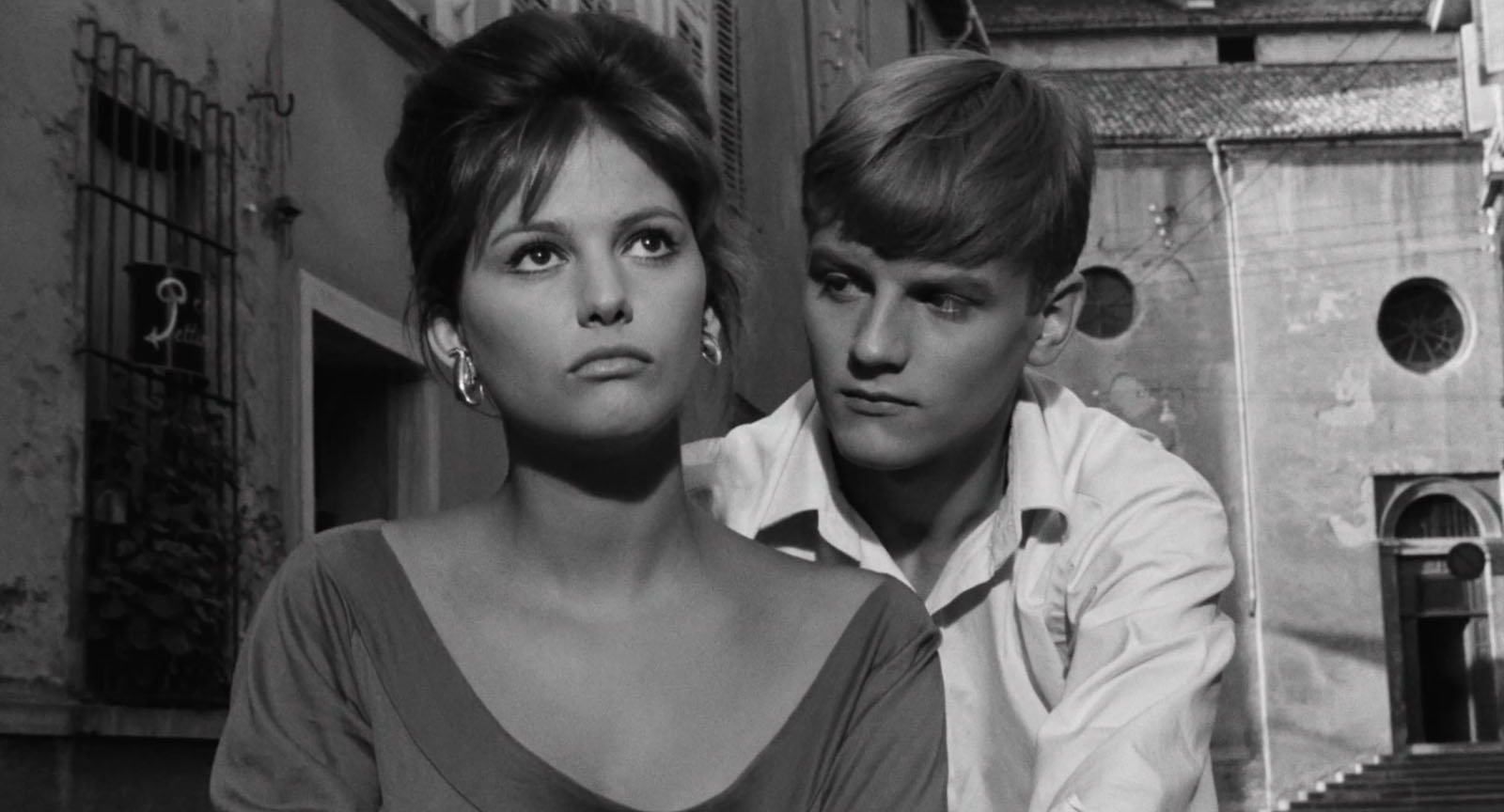
Claudia Cardinale y Jacques Perrin en un fotograma de la película.

Se supone que debe estudiar durante el día, pero se escapa para pasar tiempo con Aida y le desliza regalos y dinero. Una noche, él se queda bebiendo y bailando con amigos que ella ha conocido, quienes se marchan a medianoche dejándolos solos. Cuando llega a casa al amanecer, su hostil tía lo ve y su secreto sale a la luz. La próxima vez que pueda conocer a Aida, ella le advierte que tiene un hijo ilegítimo que actualmente se encuentra en un campamento de verano. Cuando acepta encontrarse con Lorenzo más tarde, aparece el sacerdote de la familia y, después de decirle que Lorenzo es el hermano pequeño de Marcello que la sedujo, le dice que deje al niño en paz y se vaya de la ciudad.
Ella va con su maleta al balneario donde trabaja Piero, pero él se enfurece al verla de nuevo y la golpea. Un musculoso amigo suyo, Romolo, cree que puede aprovecharse de la infeliz muchacha y la emborracha. Cuando ella rechaza sus insinuaciones, él le ofrece dinero. En ese momento aparece Lorenzo, que la ha localizado, y la reclama. Sin avergonzarse de atacar a un niño pequeño, Romolo comienza a golpearlo hasta que otros lo detienen. Llevándolo a la playa, Aida le baña la cara maltratada y, solos en la oscuridad, por fin se dan su primer beso. Pero Lorenzo tiene que coger el tren de vuelta a casa a las dos de la madrugada y, al despedirse en la estación, le entrega un sobre. Al abrirlo cuando él se ha ido, encuentra un regalo de despedida en dinero.

## Reparto
- Claudia Cardinale como Aida.
- Jacques Perrin como Lorenzo Fainardi.
- Luciana Angiolillo como Tía.
- Renato Baldini como Francia.
- Riccardo Garrone como Romolo.
- Elsa Albani como Lucía.
- Corrado Pani como Marcello Fainardi.
- Gian Maria Volonté como Piero.
- Romolo Valli como Sacerdote.
- Enzo Garinei
- Ciccio Barbi como Crosia.
- Nadia Bianchi como Nuccia.
- Angela Portaluri
- Edda Soligo como Maestra.